# Escharella dijmphnae
Escharella dijmphnae är en mossdjursart som först beskrevs av Arnold Girard Kluge 1929.  Escharella dijmphnae ingår i släktet Escharella och familjen Romancheinidae. Inga underarter finns listade i Catalogue of Life.